# Juan Francisco Alemany
Juan Francisco Alemany Marín (Valencia, 12 de noviembre de 1963) es un exjugador de balonmano. Jugó en la selección española, y en varios equipos nacionales: Marcol, Tecnisán Alicante, Avidesa Alzira, Cadagua Gáldar, Ademar León, Eresa Valencia, BM Valladolid y Cangas Morrazo.
Tiene en su haber 2.700 goles en la liga española, siendo el máximo goleador de la historia de la liga. Se retiró en 2001 con 38 años tras 20 años de carrera. Actualmente es representante deportivo y enólogo.
Su bagaje con la selección española se resume en 115 partidos internacionales y 275 goles anotados.

## Palmarés con la selección
- 115 veces internacional (275 goles).
- Medalla de plata en el preolímpico de Granollers en 1991.
- Medalla de bronce de la World Cup en Suecia en 1991.
- Campeón de la Supercopa de Naciones en Alemania en 1992.
- Ha disputado 3 Mundiales: Finlandia, Suecia e Islandia.
- Ha jugado un Europeo: Portugal.
- Ha estado presente en unos Juegos Olímpicos: Barcelona.

En las Olimpiadas de 1992 en Barcelona, en que la selección española quedó quinta, Juan Francisco Alemany jugó 6 partidos, con un total de 8 goles y 6 asistencias.

## Palmarés de clubes
- Dos veces Campeón de la Copa del Rey. Con Tecnisán Alicante y con Avidesa Alzira.
- Campeón de la Copa EHF con Avidesa Alzira.
- Mejor jugador de la liga, elegido por la Asociación de Jugadores en la temporada 1991-92.
- Lingote de plata al mejor jugador de las temporadas 1991-92 y 1994-95.
- Medalla al Mérito Deportivo concedida por la Federación en 1992 y 1994.
- Dos veces máximo goleador nacional. En las temporadas 91-92 y 95-96.
- Consiguió el gol número 1000 de la Liga Asobal.
- Máximo goleador de la historia de la liga española de balonmano con 2.700 tantos.

En la final de la copa del rey de balonmano de 1992, entre el Alzira Avidesa y el FC Barcelona, Alemany (Alzira) y Masip (Barcelona) fueron los máximos goleadores del partido, con 8 goles cada uno. La final la ganó el Alzira Avidesa por 25-26.

## Carrera profesional en clubes
- (1981-83) - 2 temporadas - Marcol
- (1983-86) - 3 temporadas - Tecnisán Alicante
- (1986-94) - 8 temporadas - Caixa Valencia (después Avidesa y más tarde CBM Alzira)
- (1994-95) - 1 temporada  - Cadagua Gáldar
- (1995-97) - 2 temporadas - Ademar León
- (1997-98) - 1 temporada  - Eresa Valencia
- (1998-99) - 1 temporada  - BM Valladolid
- (1999-01) - 2 temporadas - Cangas Morrazo